# Ixora kingstoni
Ixora kingstoni är en måreväxtart som beskrevs av Joseph Dalton Hooker. Ixora kingstoni ingår i släktet Ixora och familjen måreväxter. Inga underarter finns listade i Catalogue of Life.